# Государственная филармония Алтайского края
Государственная филармония Алтайского края — учреждение культуры Барнаула, расположенное в историческом здании, памятнике архитектуры начала XX века. Филармония находится в Центральном районе города на улице Ползунова.

## История
Здание, где сегодня располагается филармония, первоначально являлось Народным домом. Оно было построено в 1898—1900 годах по инициативе общественного деятеля В. К. Штильке и при содействии начальника Алтайского округа В. К. Болдырева. Кабинет Её императорского величества бесплатно передал Обществу попечения о начальном образовании в Барнауле Аптекарский сад и сгоревшее здание тюрьмы, на фундаменте которой предполагалось начать строительство. По просьбе В. К. Болдырева известный петербургский архитектор И. Н. Ропет бесплатно выполнил проект здания в русском стиле. Деньги, на строительство здания собирались за счёт пожертвований горожан: к началу работ у Общества попечения о начальном образовании накопилось 28 тыс. рублей, в том числе: субсидия Министерства финансов — 10 тыс. руб., пожертвования иркутского купца-мецената И. М. Сибирякова — 5 тыс. руб., барнаульского купца В. Д. Сухова — 2 тыс. руб., бийского купца А. Ф. Морозова — 2 тыс. руб., других лиц — 3 тыс. руб., главного управления Алтайского округа — 900 руб. Городская дума выделила кирпич, лес и другие строительные материалы на сумму 4,5 тыс. руб. Строительство здание велось под наблюдением И. Ф. Носовича.

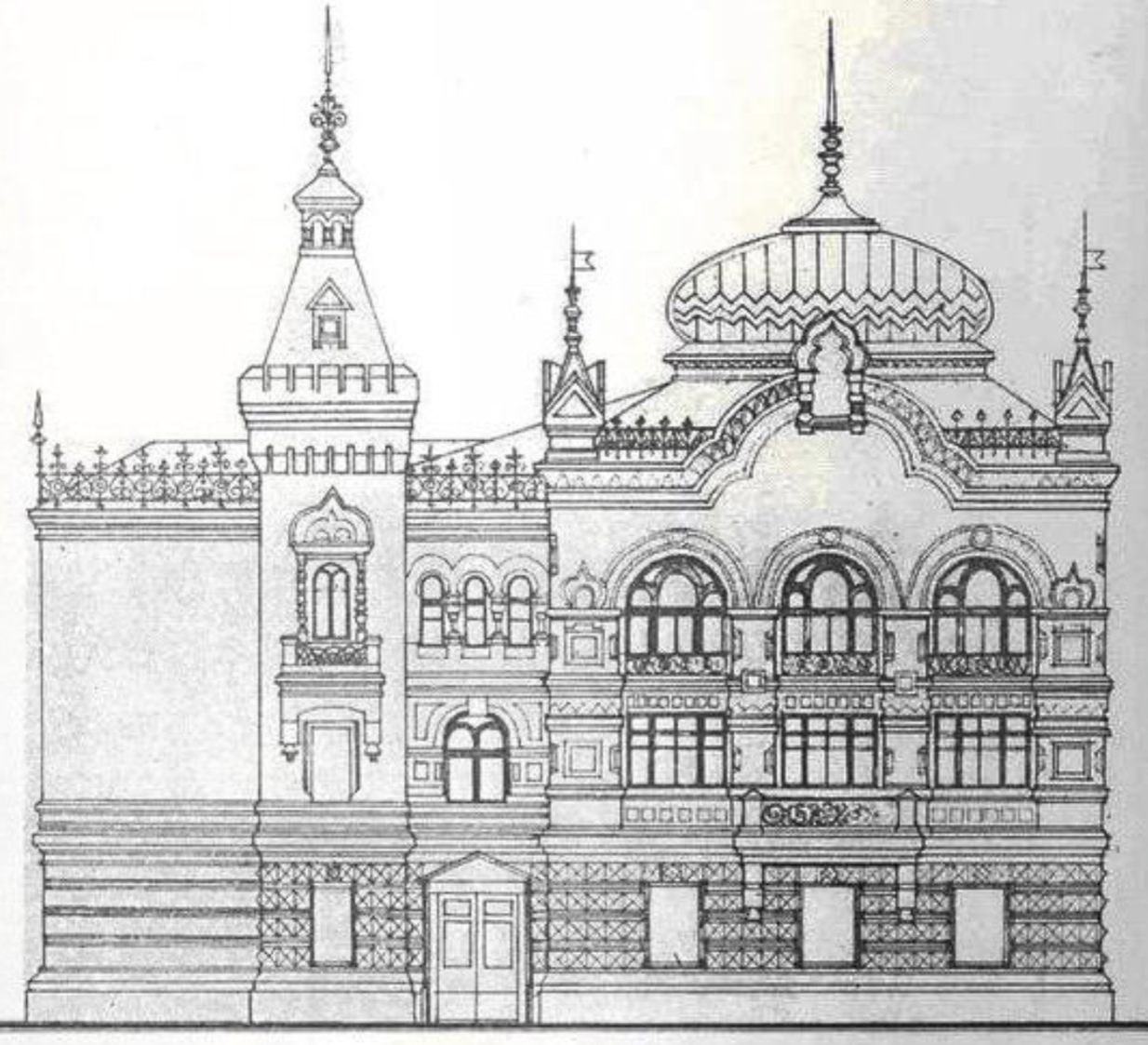
Главный фасад из проекта Народного дома.
Архитектор И. П. Ропет, 1898

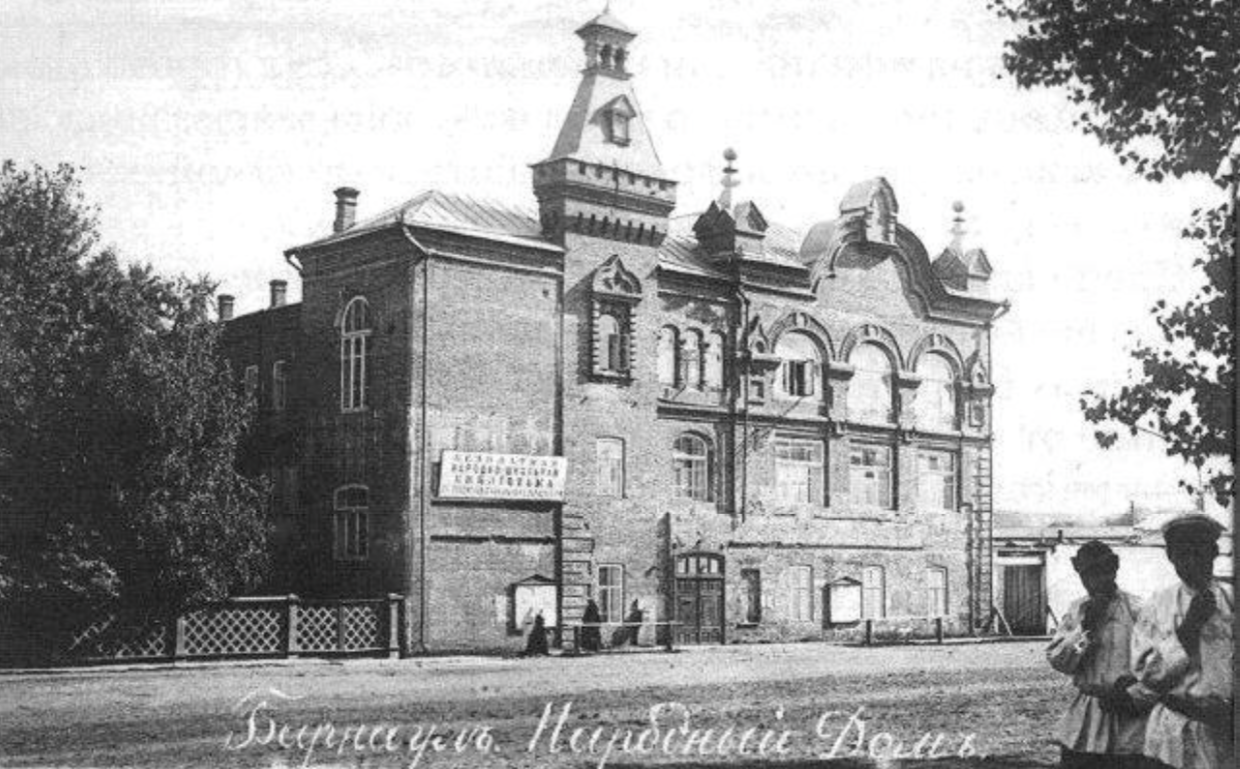
Вид здания в начале XX в.

Торжественное открытие Народного дома состоялось 17 декабря 1900 года. Он достаточно быстро стал основным центром культурно-просветительской деятельности города. На сцене Народного дома шли постановки театра Общества попечения о начальном образовании и Кружка любителей драматического искусства — пьесы М. Горького, А. Островского, инсценировки произведений Ф. Достоевского, Л. Толстого, М. Лермонтова. Во дворе был разбит сад с террасой, установлен чайный ларёк, который работал и в советское время.
23 октября 1905 года здание пострадало во время черносотенного погрома, однако было восстановлено уже к началу 1906 года. В дальнейшем дом Общества попечения о начальном образовании не раз становился центром выступления оппозиционных сил; консервативно настроенные горожане неоднократно требовали закрыть Народный дом. В 1907 году дом посетил томский губернатор барон К. С. Нолькен, который распорядился снять портреты «неизвестных лиц» (А. С. Пушкина, А. Н. Островского, А. П. Чехова, В. Г. Короленко, Н. М. Ядринцева, Г. Н. Потанина и В. К. Болдырева) и повесить портрет Николая II. Распоряжение губернатора тотчас исполнили.
В 1908 году в Народном доме состоялась первая в Барнауле художественная выставка, на которой были представлены работы живописца-импрессиониста А. О. Никулина. На сцене выступали гастролировавшие по России певцы Н. А. Шевелев и М. П. Комарова, Н. В. Плевицкая и Р. Адамовская, а также скрипач Графман и другие. В 1914 году в здании размещались две барнаульские школы.
В марте 1917 года в здании заседал Барнаульский Совет рабочих депутатов, а с 6 по 16 февраля 1918 года здесь состоялся губернский съезд советов, провозгласивший советскую власть в Алтайской губернии.
В 1921 году в доме разместилась труппа первого Государственного театра, а в годы Второй мировой войны — эвакуированные в Барнаул Днепропетровский русский драматический театр и Московский Камерный театр Таирова. Последний поставил в городе оперетту «Раскинулось море широко», музыку к которой написал композитор Георгий Свиридов, находившийся в то время в Новосибирске.
22 мая 1944 года постановлением СНК в Барнауле организована Алтайская краевая филармония, которая несколько десятилетий не имела своего концертного зала. Концерты проходили  в заводских клубах, кинотеатрах, в Алтайском краевом театре драмы (т. е. в бывшем Народном доме), позднее - в Доме политпросвещения (пр. Ленина, 66).
24 апреля 1954 года в здании драмтеатра произошёл крупный пожар, при котором погибло три человека. В 1956 году провели реконструкцию здания по проекту архитектора Д. С. Баженова.
В 1960 году со стороны западного фасада к зданию соорудили пристройку и организовали второй центральный вход. В ходе этих работ были внесены изменения в силуэт крыши здания, а ряд декоративных элементов наружной отделки был утрачен, что снизило художественные качества постройки. После переезда Алтайского краевого театра драмы в новое здание на современной площади Сахарова, по проекту архитектора В. П. Каминского провели реконструкцию здания бывшего Народного дома, приспособив его под концертный зал. В 1975 году Алтайская краевая филармония переехала в здание Народного дома.
В 1970—1980 годы филармония вела активную концертную деятельность. На её сцене выступали Б. Давидович, Д. Башкиров, Г. Кремер, М. Ростропович, Н. Шаховская, С. Рихтер, Б. Штоколов, М. Касрашвили, хоровые капеллы «Думка», хор Свешникова и другие.
В 1984 году в зале филармонии был установлен орган.
В 1999—2007 годах была проведена реставрация здания Народного дома по проекту НПЦ «Наследие». Однако итогом этих работ стало появление в композиции постройки новых архитектурных элементов, ранее не существовавших (третий дверной проем, над которым установлен балкон с декоративным кованым ограждением, кованая решётка и др.).

## Архитектура
Народный дом строился в 1898—1900 годах. При его сооружении использовался фундамент бывшей тюрьмы (построена архитектором А. И. Молчановым), но по геометрическим размерам новое здание было значительно крупнее. Из-за нехватки денег замысел архитектора Ивана Ропета был воплощён не полностью. Фасад решён в русском стиле, декорирован кокошниками, мелкими витыми колонками, «плетёнкой», наличниками, сложно профилированными тягами и другими мотивами, заимствованными в архитектуре Руси XVII века. Строительство велось без авторского надзора, с отклонениями от проекта. Сложенное из красного кирпича, оно несколько выбивалось из строгой, в духе классицизма, застройки Петропавловской улицы.
В советский период первоначальный облик фасада был частично утрачен. В настоящее время здание полностью реконструировано. В декабре 2007 года за разработку и проведение реконструкции здания филармонии коллектив архитекторов (Е. Г. Тоскин, Н. М. Рагино, Н. М. Тюкова и Е. Н. Шаповаленко) был награждён премией архитектурного фестиваля «Золотая капитель». Новое акустическое решение для реконструкции Большого зала разработали московские акустики П. Н. Кравчун (МГУ), В. Н. Сухов и М. Ю. Ланэ (МНИИП), уделив особое внимание улучшению звучания органа.
Первый этаж здания выдержан в красно-розовых тонах, пол и лестницы отделаны мрамором. В концертном зале преобладают сливово-синие, голубые и серые оттенки, в фойе второго и третьего этажей — бежевый и белый цвета. В фойе уложен дубовый паркет, расставлены небольшие белые кожаные диваны. Стены украшены гипсовой лепниной. В концертном зале и между лестничными пролетами второго и третьего этажей — огромные хрустальные люстры.
На потолке концертного зала в целях улучшения акустики выполнены кессоны.

## Коллектив филармонии
В настоящее время в штате филармонии пять коллективов: симфонический оркестр, ансамбль русского танца «Огоньки» им. Гарри Полевого, мужской вокальный ансамбль, ансамбль народной песни «Вечерки», инструментальная капелла "КамерАнс".
В числе солистов филармонии — заслуженный артист РФ Евгений Третьяков (фортепиано),Татьяна Князева (народное пение).

## Интересные факты
- Барнаульские социал-демократы использовали для критики царского режима и местной власти новогодние балы, которые проходили в Народном доме в конце декабря 1905 года и начале января 1906 года. На балу 29 декабря появился человек, изображающий «Свободную русскую прессу». Его одежда была оклеена вырезками из газет, а к голове прикреплена надпись «Царские милости» и нарисованы штыки, нагайки и виселицы. На балу 1 января появилась маска «Свободная печать». Одежда того человека была также оклеена прокламациями и лозунгами, среди которых был: «Да здравствует социал-демократическая республика!». Маске был присужден первый приз.